# Eosinofiele pustuleuze folliculitis bij kinderen
Eosinofiele pustuleuze folliculitis bij kinderen is een erg zeldzame huidaandoening bij baby's. Kenmerkend zijn pusteltjes die vooral in het haar en in het gezicht verschijnen. Romp en ledematen zijn vaak minder aangedaan. De pustels zijn steriele ontstekingen van haarzakjes (haarfollikels). De ontsteking gaat gepaard met relatief veel eosinofiele granulocyten, een bepaald soort afweercellen. Ook in het bloed kan vaak een stijging van het aantal eosinofiele granulocyten worden aangetoond. Meestal komen de huidafwijkingen in vlagen terug, gedurende de eerste levensjaren.
De pustels kunnen behandeld worden met corticosteroide-zalf.
Het ziektebeeld is nog onvolledig gekarakteriseerd, wat betreft diagnostische criteria en beloop